# Stiftsgymnasium Melk
Das Stiftsgymnasium Melk (offizielle Langform Öffentliches Stiftsgymnasium und Oberstufenrealgymnasium der Benediktiner in Melk) ist ein humanistisch ausgerichtetes Gymnasium und Oberstufenrealgymnasium mit Öffentlichkeitsrecht, das sich in Trägerschaft der Benediktinerabtei von Stift Melk befindet und auch im Stift untergebracht ist. Das Stiftsgymnasium in seiner heutigen Form besteht seit 1707, geht aber ursprünglich auf eine im Mittelalter gegründete Klosterschule zurück. Es gehört zu den ältesten Schulen im deutschen Sprachraum.

## Geschichte

### Die Klosterschule im Mittelalter
Die frühsten Zeugnisse für die mittelalterliche Klosterschule finden sich in einem Totenbuch aus dem Jahr 1140 sowie auf Pergamentfragmenten von 1160. Man geht davon aus, dass sie bereits im frühen 12. Jh. gegründet wurde. Zur Zeit der Melker Klosterreform im 15. Jh. befand sich die Schule in einem blühenden Zustand, der Mönch Simon schrieb um 1446 ein Erziehungsbuch für den sechsjährigen König Ladislaus Postumus von Ungarn. Ab etwa 1530 nahmen die Eintritte ins Kloster unter dem Eindruck der (auch im Habsburgerreich einsetzenden) Reformationsbewegung rasch ab, für 1566 ist ein Personalstand von nur drei Geistlichen und drei Klerikern bezeugt.
Diese Krise dauerte bis Ende des 16. Jahrhunderts an, als infolge der Gegenreformation zunehmend Studenten aus süddeutschen Jesuitenschulen eintraten. Diese Studenten, unter ihnen auch der poeta laureatus Laurentius Flenheintius, brachten eine sehr gute Ausbildung mit. 1596 wurde die Schule daher nach Vorbild dieser (sechsklassigen) Jesuitenschulen umgestaltet. Nur die unteren vier Klassen befanden sich jedoch tatsächlich in Melk, die letzten beiden hatten die Schüler bei Jesuiten in Wien zu absolvieren. 1707 wandelte Abt Berthold Dietmayr die Schule dann in ein vollständiges, also tatsächlich sechsklassiges, Gymnasium um, was als Beginn der Geschichte des Stiftsgymnasiums (in seiner heutigen Form) angesehen werden kann.

### Modernes Gymnasium

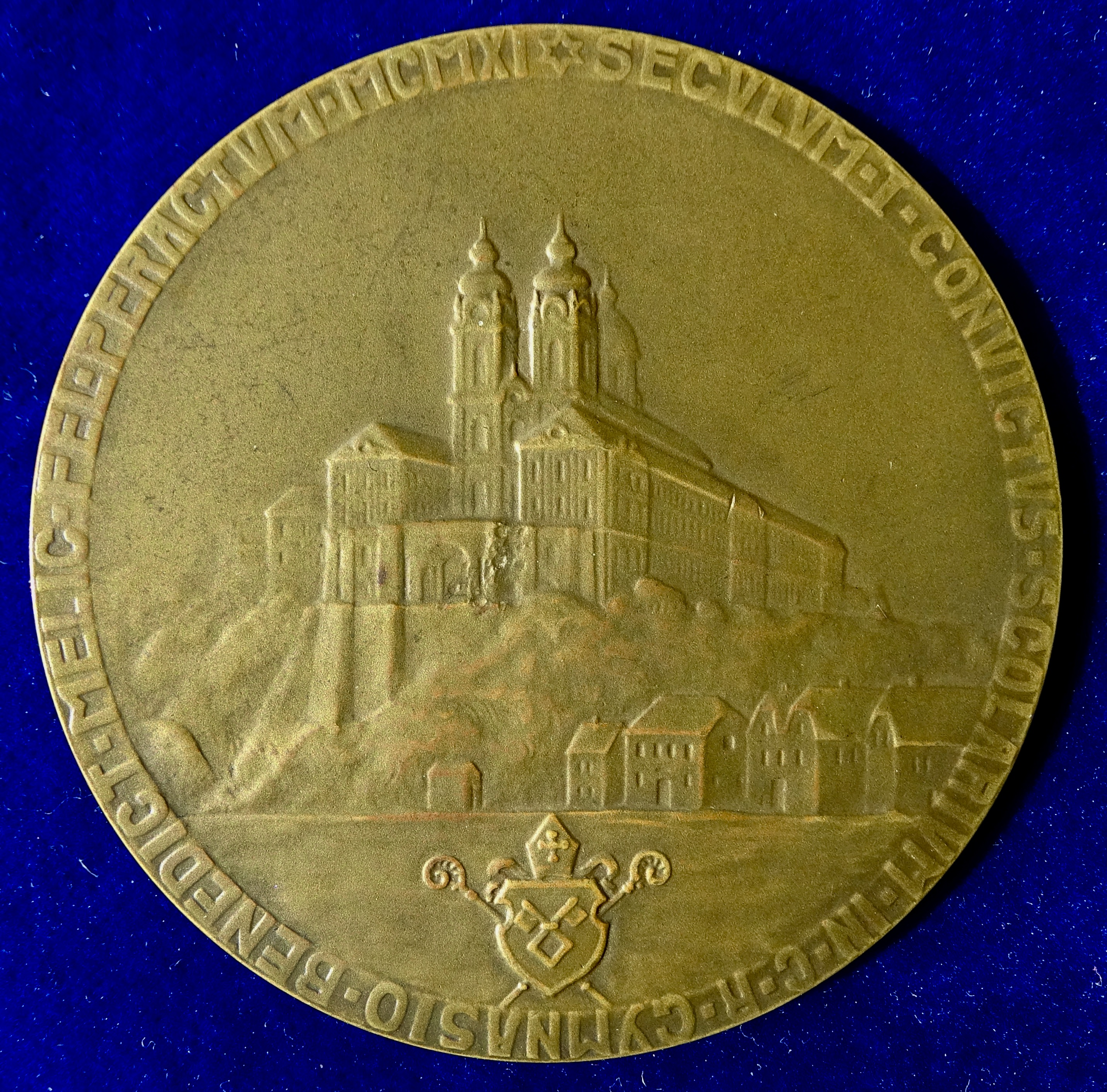
1911 Art Nouveau Medaille auf die Hundertjahrfeier der Gründung des Conviktes durch Antonius Rayberger, Vorderseite

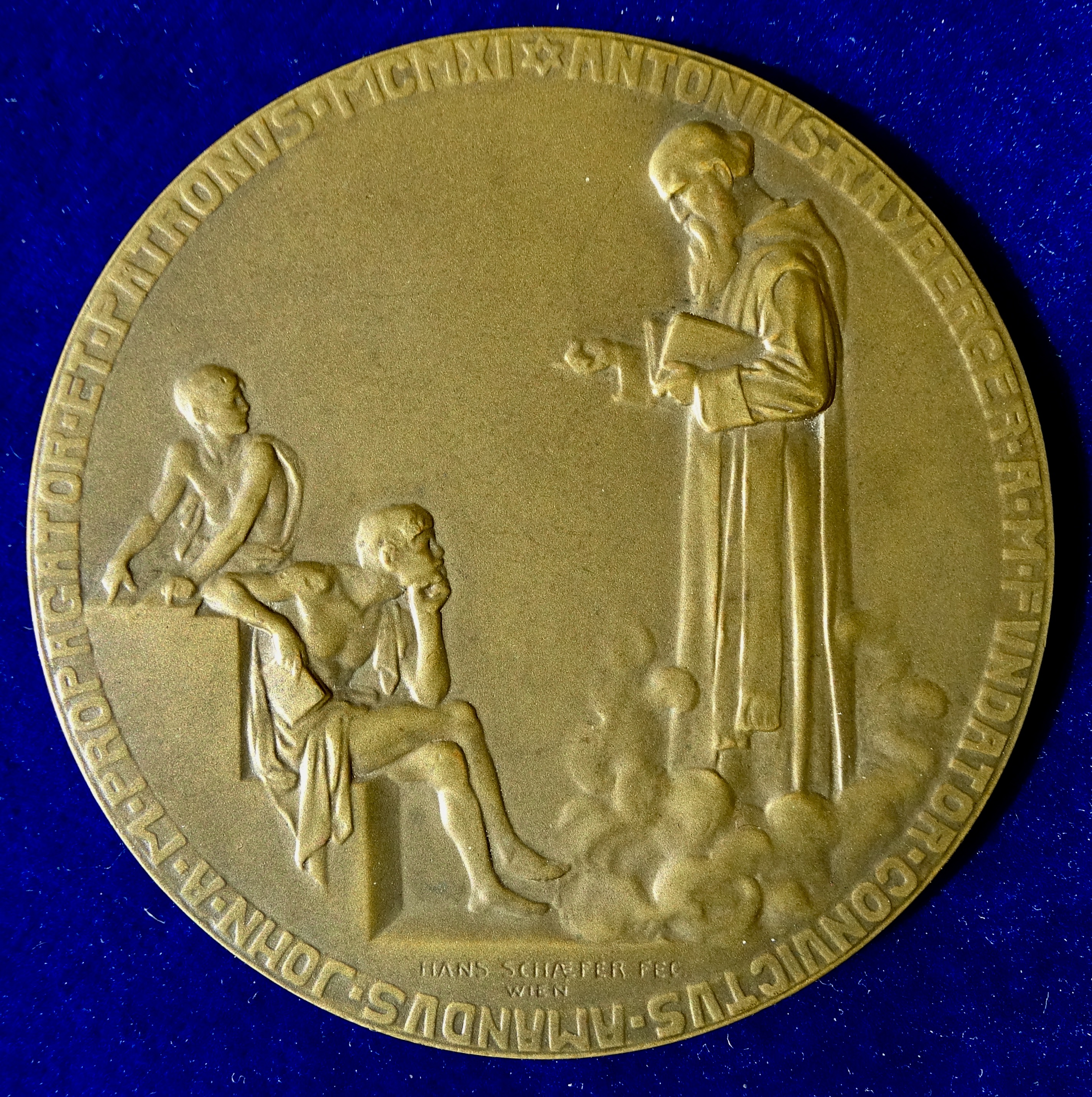
Die Rückseite dieser Medaille von Hans Schaefer zeigt Benedikt von Nursia mit zwei Schülern

Haupttrakt des Stiftsgymnasiums um 1890

Infolge der Schulpolitik Maria Theresias wurde die Schule ab Beginn des Schuljahres 1781/82, also ab dem 3. November 1781, als Gymnasium publicum (eine teilweise öffentliche Schulform) geführt. 1787 verlegte Joseph II. das Gymnasium jedoch nach St. Pölten, das als Bischofssitz der drei Jahre zuvor (auf seine Bestreben hin) neugegründeten Diözese St. Pölten auch über eine „angemessene“ Schule verfügen sollte. Erst 1804 wurde es wieder nach Melk zurückverlegt. 1811 errichtete Abt Anton Reyberger das „Convikt zu Melk“, das am 7. November eröffnet wurde. In diesem Jahr wurde auch eine Vorbereitungsklasse (praeparanda) eingeführt, die den Schülern den Übergang ins Gymnasium erleichtern sollte und bis 1927 bestand. 1850 wurde die Zahl der Klassen auf acht erhöht, daraufhin konnte im folgenden Jahr in Melk die erste Matura stattfinden. Außerdem legte man von nun an besonderes Augenmerk auf die naturwissenschaftlichen Sammlungen.
Der Jahresbericht 1861 spricht von insgesamt 208 Schülern, darunter 51 Konviktisten. Ab 1873 unterrichteten in Nebengegenständen auch weltliche Lehrer, ab 1879/80 dann in allen Fächern. Unter Abt Alexander Karl wurde die Schule in den Jahren 1877/78 baulich erweitert, unter anderem wurden ein neuer Physik- und Speisesaal errichtet. 1905 wurde das Bischöfliche Seminar Melk eröffnet, in dem bis zu seiner Schließung 2006 Internatsschüler des Stiftsgymnasiums untergebracht waren. Sie wurden zur Unterscheidung von den direkt im Stift wohnenden Konviktisten auch „Seminaristen“ genannt.
Nach dem Anschluss Österreichs an das Deutsche Reich wurde Direktor P. Wilhelm Schier am 13. März 1938 seines Amtes enthoben und durch den, Nationalsozialisten nahestehenden, P. Coelestin Schoiko ersetzt. Ab Herbst 1938 durfte die Schule aber ohnehin nicht mehr fortgeführt werden und wurde geschlossen bzw. später zu einer Nationalpolitischen Erziehungsanstalt („Napola“) umfunktioniert.

### Seit 1945

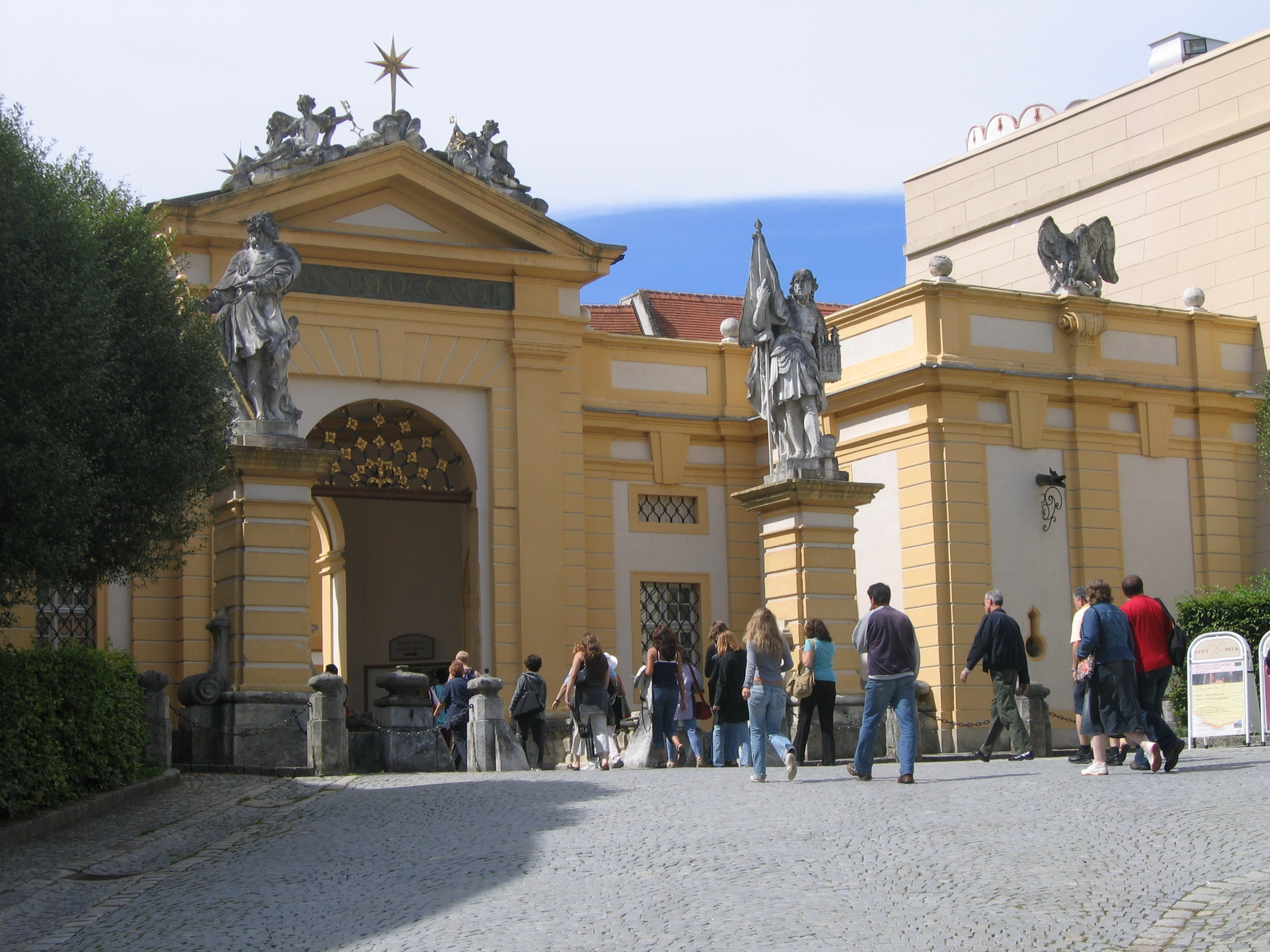
Schüler am Portal des Stiftes

Nach Aufräum- und Instandsetzungsarbeiten konnte der Schulbetrieb bereits im September 1945 wieder aufgenommen werden. 1966 kam es erstmals zum Schüleraustausch mit der (ebenfalls von Benediktinern geführten) St. John’s Preparatory School in Collegeville, Minnesota, der bis heute jährlich durchgeführt wird. Aufgrund stark rückläufiger Schülerzahlen wurden ab dem Schuljahr 1967/68 auch Mädchen an der Schule aufgenommen, außerdem gab es erstmals – zusätzlich zum humanistischen – auch einen neusprachlichen Zweig in der Oberstufe, Latein ist allerdings bis heute für alle Pflicht. 1972 ernannte Abt Reginald Zupancic mit Ernst Wegscheider erstmals einen Laien zum Direktor. Seit 1973 werden die Lehrer an der Schule durch den Bund bezahlt, was eine erhebliche finanzielle Erleichterung für das Stiftsgymnasium darstellt.
1976 wurde das Oberstufenrealgymnasium eingerichtet, vorerst nur mit dem Schwerpunkt Instrumentalmusik, der bildnerische sowie der naturwissenschaftliche Zweig folgten. Verbesserte Verkehrswege, die Schülerfreifahrt und neue familiäre Verhältnisse führten zu einer ständigen Abnahme der Zahl der im Konvikt untergebrachten Schüler, während die Gesamtschülerzahl stieg, sodass der Konvikt schließlich aufgelassen wurde. 1999 trat Ernst Wegscheider in den Ruhestand, sein Nachfolger wurde Anton Eder. 2005/06 wurde erstmals mit zwei ersten Klassen die Fünftagewoche erprobt, im darauffolgenden Schuljahr dann für alle Schulstufen eingeführt. Im Laufe einer zweijährigen Renovierungsphase von 2006 bis 2008 wurden nach und nach alle Bereiche des Stiftsgymnasiums erneuert und außerdem eine neue „Dreifachsporthalle“ errichtet.

## Schule
Nebeneinander bestehen an der Schule ein klassisches achtjähriges Gymnasium, bei dem in der Oberstufe die Wahlmöglichkeit zwischen den Sprachen Altgriechisch und Französisch besteht, und ein vierjähriges Oberstufenrealgymnasium mit Wahlmöglichkeit zwischen einem musischen, einem bildnerischen und einem naturwissenschaftlich-mathematischen Zweig.
Ab der 6. Klasse (10. Schulstufe) muss jeder Schüler ein Wahlpflichtfach belegen. Dieses ist entweder „vertiefend“ (mehr Unterricht in einem bereits belegtem Fach) oder „erweiternd“ (ein neues Fach). Als erweiternde Fächer werden Spanisch, Italienisch und Russisch, Informatik und Theorie des Sports angeboten.
Im Schuljahr 2012/13 besuchen 916 Schüler in 38 Klassen das Stiftsgymnasium. Unterrichtet werden sie von derzeit 86 Lehrern, Direktor der Schule ist Johannes Eichhorn. Das Schulgeld pro Schüler beträgt derzeit (beim ersten Kind) 86 €, ab 2013/14 dann 88 € monatlich. Besuchen mehrere Kinder einer Familie die Schule, so reduziert sich das Schulgeld für die weiteren. Es wird zehnmal jährlich verrechnet (in den Sommermonaten Juli und August wird kein Schulgeld fällig) und vierteljährlich eingezogen. Seit Jänner 2012 ist das Stiftsgymnasium UNESCO-Schule.

### Schülervertretung
Die Schülervertretungswahlen des Stiftsgymnasiums finden einmal jährlich am 13. Oktober, dem Festtag des Hl. Koloman (Patron von Stadt und Stift Melk), statt. Gewählt werden dabei ein Schulsprecher, dessen zwei Stellvertreter und drei eventuelle Stellvertreter für den Schulgemeinschaftsausschuss (SGA), wobei die bei der Wahl Zweit- und Drittplatzierten die Schulsprecher-Stellvertretung, die Kandidaten auf den Plätzen vier bis sechs die Stellvertretung für den SGA übernehmen. Wahlberechtigt sind alle Schüler der Oberstufe. 

### Wahlspruch
Wahlspruch der Schule ist „Discimus vitam“ (Leben lernen), in Anlehnung an das bekannte Seneca-Zitat „Non vitae, sed scholae discimus“.

## Personen

### Bekannte Altmelker

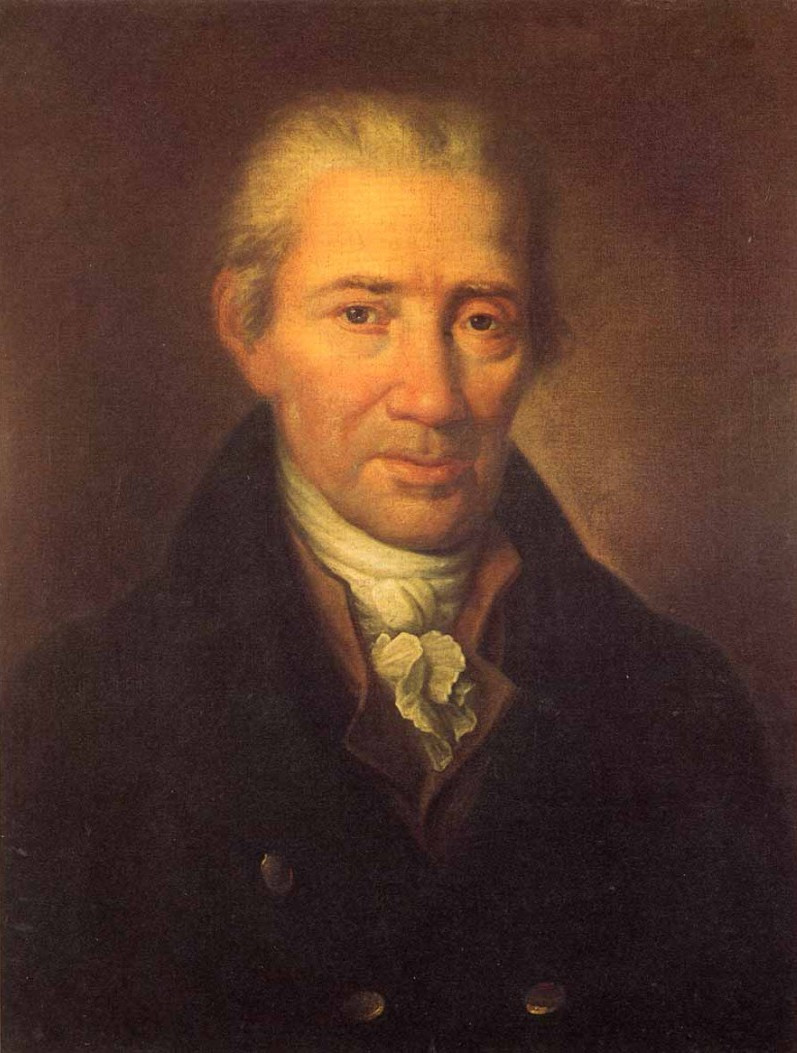
Johann Georg Albrechtsberger

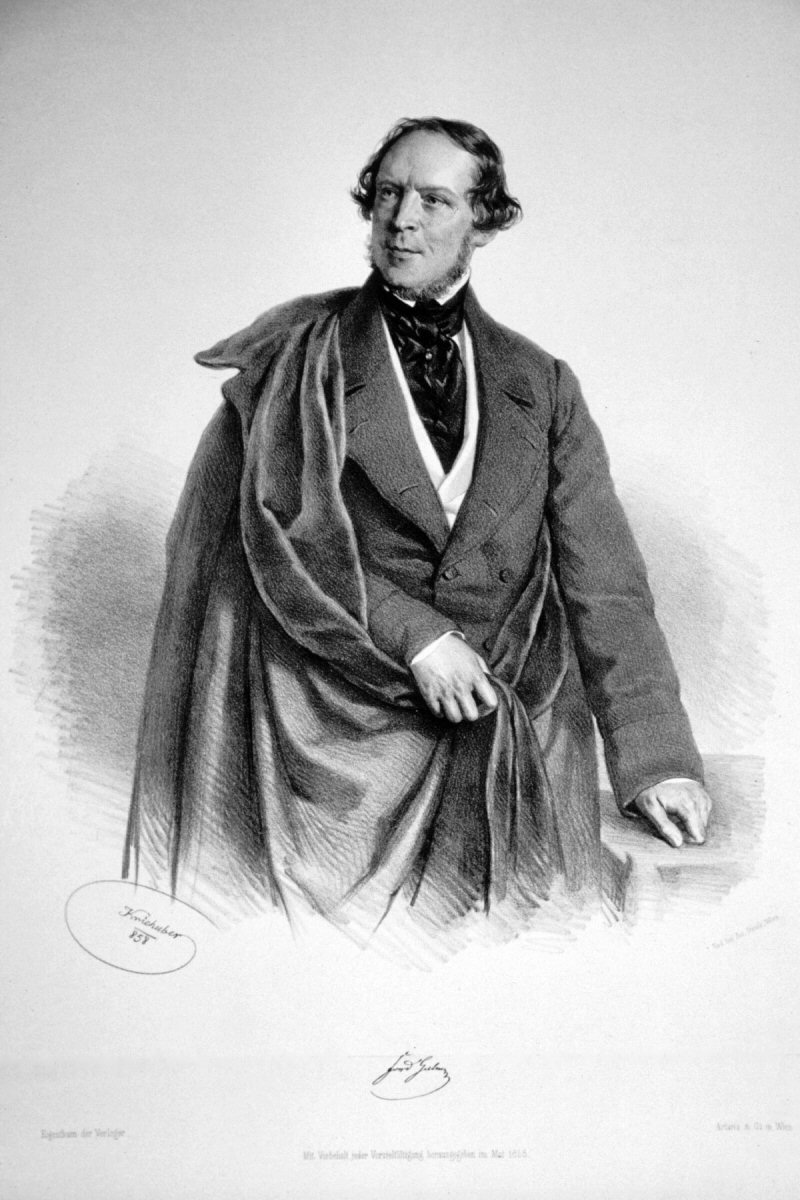
Friedrich Halm

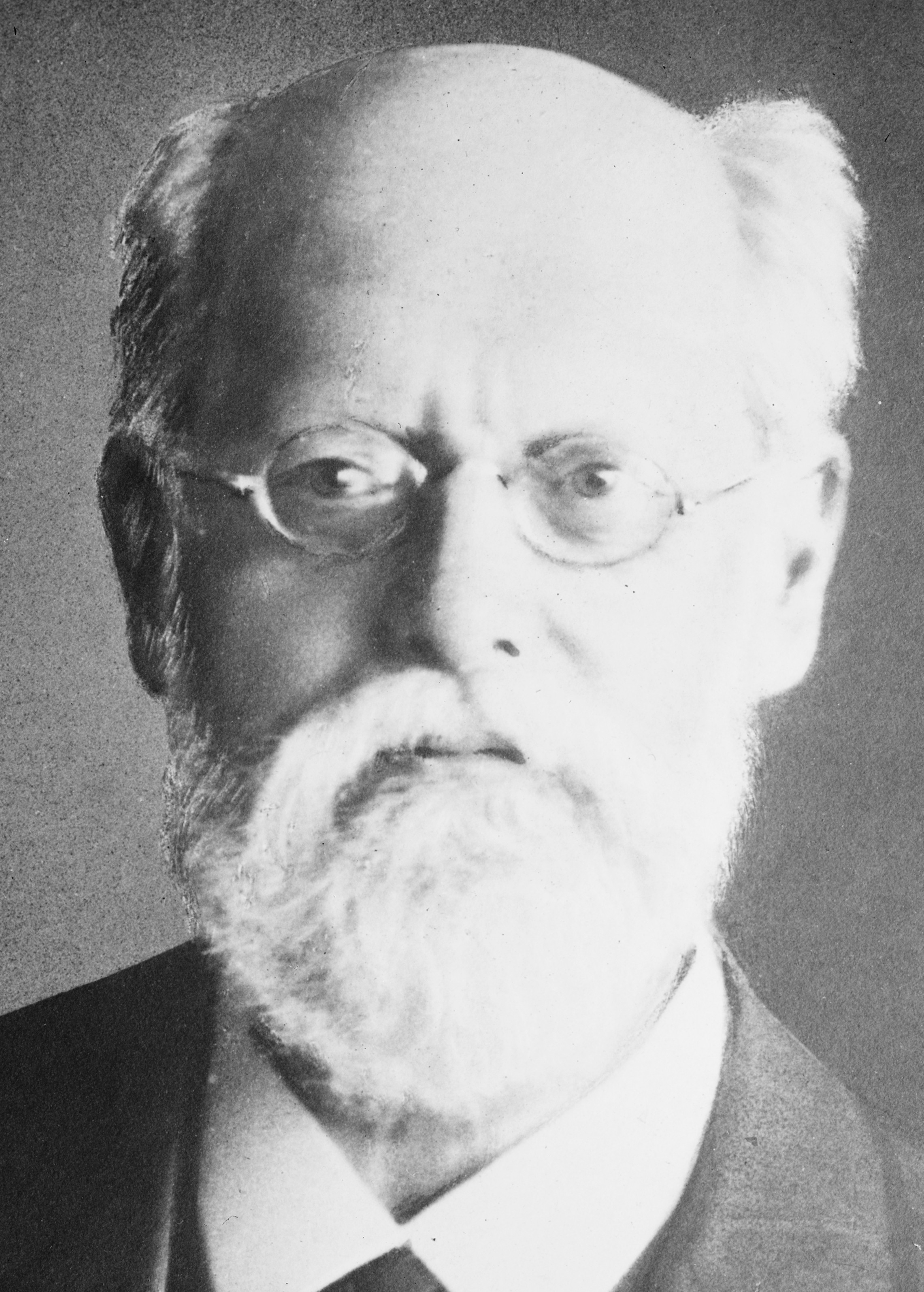
Karl Kautsky

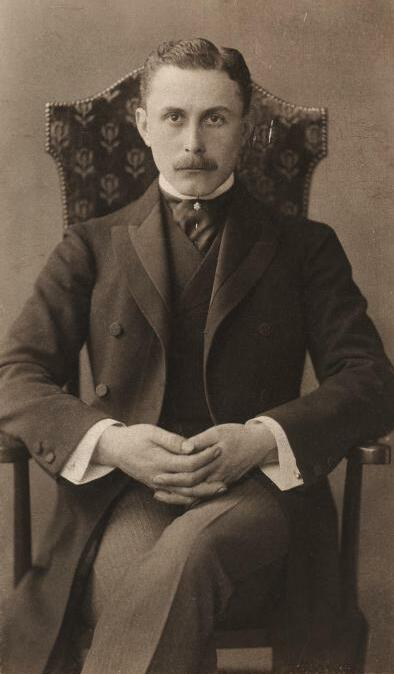
Adolf Loos

Hermann Ofner

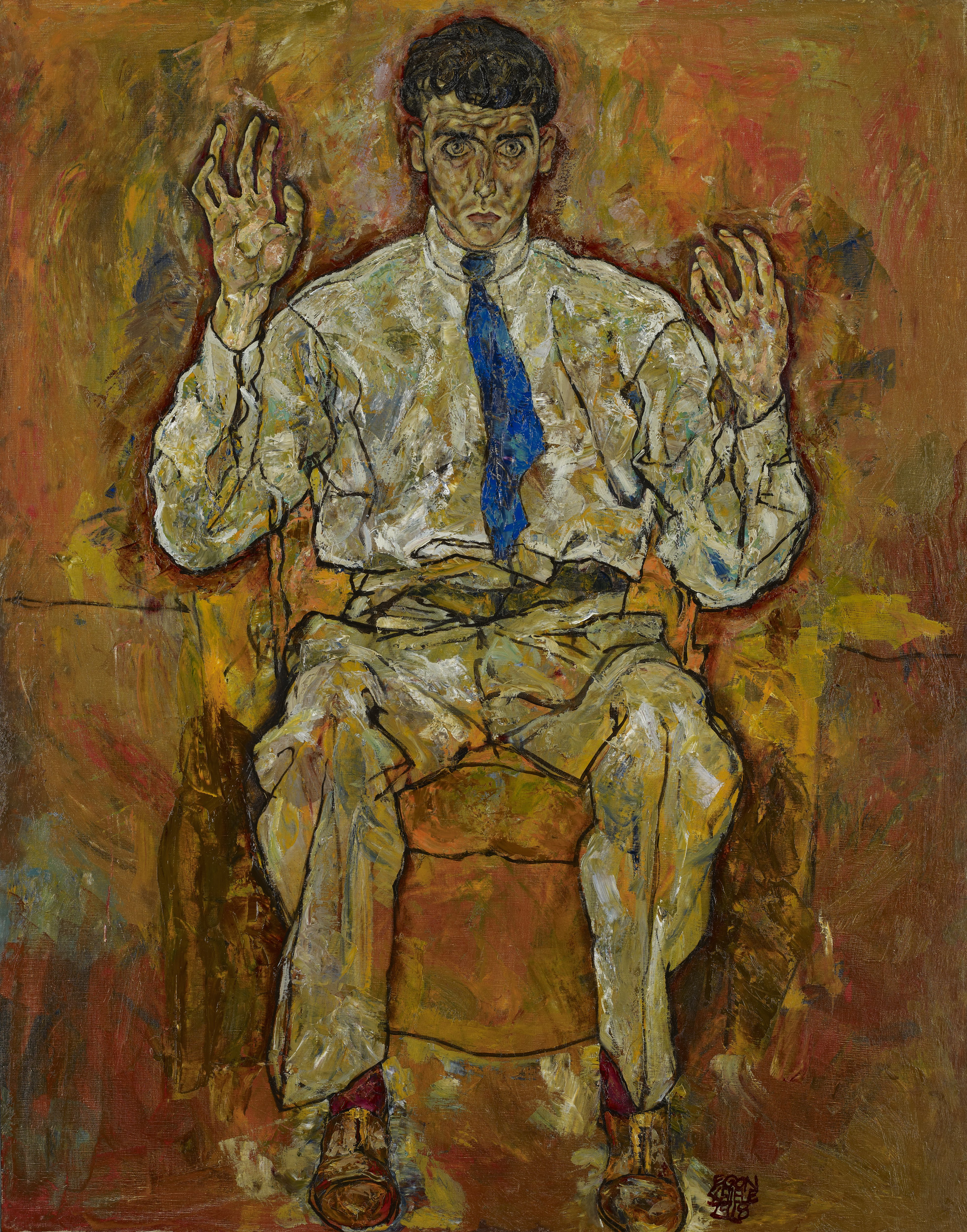
Albert Paris Gütersloh (Porträt von Egon Schiele)

Die Absolventen bzw. ehemaligen Schüler des Stiftsgymnasiums werden als „Altmelker“ bezeichnet. 2000 wurde der Verein der Absolventen und Freunde des Stiftsgymnasiums Melk, Förder- und Absolventenverein der Schule gegründet, dessen Obmann der ehemalige Direktor Ernst Wegscheider ist. Bekannte Altmelker sind u. a.:
- Lambert de Sayve (1549–1614), Komponist
- Jacobus Gallus (1550–1591), Komponist
- Gregor Joseph Werner (1693–1766), Komponist
- Johann Georg Albrechtsberger (1736–1809), Komponist
- Ferdinand Engelbert Gregor Mayer (1754–1820), Benediktiner, Theologe und Hochschullehrer
- Ignaz Franz Keiblinger (1797–1869), Historiker
- Anton Schosser (1801–1849), Heimatdichter
- Friedrich Halm (1806–1871), Dichter
- August Sicard von Sicardsburg (1813–1868), Architekt
- Alexander Baumann (1814–1857), Dramatiker, Librettist
- Karl Werner (1821–1888), Moraltheologe
- Matthäus Binder (1822–1893), Bischof
- Viktor von Fuchs (1840–1921), Politiker, Jurist
- Carl Zeller (1842–1898), Komponist
- Albert Richter (1843–1897), Politiker, Jurist
- Hermann Ofner (1849–1917), Politiker
- Christoph Hartung von Hartungen (1849–1917), Arzt
- Karl Kautsky (1854–1938), marxistischer Theoretiker, Politiker
- Spiridon Gopčević (1855–1928/1936), Journalist, Diplomat und Astronom
- Friedrich X. von Dalberg (1863–1914), mährischer Adeliger
- Alois Theodor Sonnleitner (1869–1939), Pädagoge, Schriftsteller
- Adolf Loos (1870–1933), Architekt, Architekturtheoretiker
- Franz Blei (1871–1942), Schriftsteller, Literaturkritiker
- Franz Quidenus (1871–1936), Architekt, Baumeister
- Johann Löwenfeld-Russ (1873–1945), Politiker
- Hermann Swoboda (1873–1963), Psychologe
- Raimund Nimführ (1874–1954), Luftfahrttheoretiker, Flugzeugpionier
- Robert Tüchler (1874–1952), altkatholischer Bischof
- Leopold Blauensteiner (1880–1947), Maler
- Eduard Hütter (1880–1967), Architekt, Denkmalpfleger
- Rudolf Junk (1880–1943), Grafiker, Maler
- Richard Kurt Donin (1881–1963), Kunsthistoriker
- Hans Gerstinger (1885–1971), Altphilologe, Rektor
- Albert Paris Gütersloh (1887–1973), Maler, Schriftsteller
- Friedrich Pernitza (1888–1976), Jurist, Beamter
- Leopold Vietoris (1891–2002), Mathematiker, ältester Österreicher
- Jakob Baxa (1895–1979), Soziologe, Literaturhistoriker
- Friedrich Sacher (1899–1982), Schriftsteller
- Eduard Hartmann (1904–1966), Politiker
- Wilhelm Beiglböck (1905–1963), Arzt, Kriegsverbrecher
- Franz König (1905–2004), Erzbischof und Kardinal
- Reginald Zupancic (1905–1999), 65. Abt des Stiftes, Physiker
- Herbert Koller (1911–1995), Industriemanager
- Hermann Withalm (1912–2003), Politiker
- Alois Tampier (1913–2007), Dichter, Geistlicher
- Ferdinand Käs (1914–1988), Widerstandskämpfer, Beamter
- Bertil Sjöberg (1914–1999), Maler
- Ernst Schandl (1920–1997), Komponist, Musikpädagoge
- Josef Wiesmayr (1920–1994), Politiker
- Robert Lang (1921–2010), Offizier
- Anton Brunner (1923–1999), Widerstandskämpfer, Geistlicher
- Wolfgang Kudrnofsky (1927–2010), Schriftsteller, Journalist
- Heinrich Fasching (1929–2014), Weihbischof
- Georg Hohenberg (1929–2019), Diplomat, Adliger
- Burkhard Ellegast (1931–2022), 66. Abt des Stiftes, Theologe
- Robert Löffler (1931–2016), Journalist
- Ferdinand Staudinger (1933–2018), Bibelwissenschaftler
- Alfred Zöttl (1936–2020), Kunstgießer
- Hans-Georg Behr (1937–2010), Journalist, Schriftsteller
- Franz Romeder (* 1938), Politiker
- Karl Plepelits (* 1940), Altphilologe, Schriftsteller
- Franz Schrittwieser (1940–2016), Bischofsvikar, Herausgeber
- Leopold Schagerl (1941–2024), Geistlicher
- Helger Hauck (* 1942), Physiker
- Helmar Kögl (1944–2010), Historiker, Archivar
- Clemens Steindl (* 1944), Pädagoge, katholischer Funktionär
- Ernst Bruckmüller (* 1945), Historiker
- Johann Figl (* 1945), Religionswissenschaftler
- Leo Maasburg (* 1948), Geistlicher
- Gottfried Glassner (1950–2023), Bibliothekar, Theologe
- Erich Schreiner (* 1950), Politiker, Wirtschaftstreuhänder
- Reinhard Resch (* 1955), Politiker, Arzt
- Meta Niederkorn (* 1959), Historikerin
- Josef Kronister (* 1961), Bezirkshauptmann
- Josef Hader (* 1962), Kabarettist, Schauspieler
- Kurt Wagner (* 1962), Offizier
- Otto Lechner (* 1964), Akkordeonspieler, Komponist
- Hermine Haselböck (* 1967), Mezzosopranistin
- Gerhard Karner (* 1967), Politiker
- Richard Schuberth (* 1967), Schriftsteller
- Andreas Schager (* 1971), Heldentenor
- Ilse Kopatz (* 1975), Fußball- und Volleyballspielerin
- Harald Froschauer (* 1976), Archäologe
- Bettina Rausch (* 1979), Politikerin
- Bernadette Schiefer (* 1979), Schriftstellerin, Verlegerin

### Bekannte Lehrer
- Johannes Schlitpacher (1403–1482), Theologe
- Bernhard Pez (1683–1735), Historiker, Bibliothekar
- Ulrich Petrak (1753–1814), Theologe, Lyriker
- Ferdinand Engelbert Gregor Mayer (1754–1820), Professor der Philosophie
- Anton Reyberger (1757–1818), Theologe, Rektor, 58. Abt des Stiftes
- Wilhelm Eder (1780–1866), Politiker, 60. Abt des Stiftes
- Michael Leopold Enk von der Burg (1788–1843), Schriftsteller
- Gabriel Strobl (1846–1925), Entomologe
- Valentin Schmidt (1863–1927), Zisterzienser
- Karl Vretska (1900–1983), Altphilologe
- Friedrich Scheiner (1923–1985), Beamter
- Georg Wilfinger (* 1949), 67. Abt des Stiftes
- Wilfried Kowarik (1952–2018), Historiker, Archivar, Prior des Stiftes
- Franz Thürauer (* 1953), Komponist, Kirchenmusiker
- Alfred Nussbaumer (* 1956), Informatiker, Physiker und Schulbuchautor

## Zitate
„Wenn ich in Melk wohnte: Ich würde meine Kinder sofort auf diese Schule schicken. Denn das öffentliche Stiftsgymnasium ist nicht, wie manche Klostergymnasien in Wien, ein abgeschlossener Hort des Bürgertums. Die Kinder aus allen Schichten gehen hin, auch die Arbeiter- und Bauernkinder.“

## Sonstiges

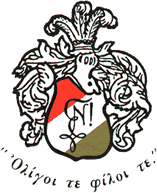
Wappen und Wahlspruch der Nibelungia Melk

### Schülerverbindung
Das Stiftsgymnasium Melk ist Stammschule der 1919 gegründeten katholischen Schülerverbindung K.Ö.St.V. Nibelungia Melk. Sie ist Farbentragend, nichtschlagend und Mitglied im Mittelschüler-Kartell-Verband. Sie bekennt sich zu den vier Prinzipien des MKV.

### Brand

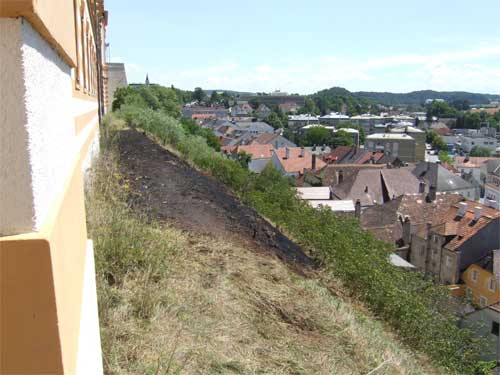
Abgebrannte Fläche zwischen Stift und Altstadt

Am 19. Juni 2007 kam es, offenbar durch ein von Schülern des Stiftsgymnasiums aus dem Fenster geworfenes brennendes Schulbuch, zu einem Flurbrand am Südhang des Stiftsfelsens oberhalb der Melker Altstadt. Die Feuerwehren Melk-Stadt und Spielberg rückten an, am Gebäude entstand durch den Brand jedoch kein Schaden.